# Abdourahmane Barry
Abdourahmane Barry (* 21. února 2000) je guinejský profesionální fotbalista, který hraje na pozici středního obránce za francouzský klub Amiens SC. Narodil se ve Francii, ale hraje za guinejský národní tým.

## Klubová kariéra
Barry si odbyl debut v 2. Lize 27. července 2018 proti SV Horn. Odehrál celý zápas.
Dne 10. července 2020 byla Barryho smlouva s Red Bull Salzburg ukončena.
V srpnu 2020 se Barry připojil ke klubu 2. Bundesligy SpVgg Greuther Fürth, kde podepsal dvouletou smlouvu s opcí na třetí rok.
V červnu 2022 se Barry vrátil do Francie a podepsal smlouvu s Amiens.

## Osobní život
Barry se narodil ve Francii a je guinejského původu.